# 小白雙珠螺
小白雙珠螺（学名：Mastonia caloundra）为左錐螺科雙珠螺屬下的一个种。